# Gare d'Auterive
La gare d'Auterive est une gare ferroviaire française de la ligne de Portet-Saint-Simon à Puigcerda (frontière), située sur le territoire de la commune d'Auterive, dans le département de la Haute-Garonne en région Occitanie.
Elle est mise en service en 1861 par la Compagnie des chemins de fer du Midi et du Canal latéral à la Garonne. C'est une gare de la Société nationale des chemins de fer français (SNCF) desservie, par des grandes lignes Intercités et des trains régionaux TER Occitanie.

## Situation ferroviaire
Établie à 190 m d'altitude, la gare d'Auterive est située au point kilométrique (PK) 33,366 de la ligne de Portet-Saint-Simon à Puigcerda (frontière), entre les gares de Venerque - Le Vernet et de Cintegabelle.
La gare dépend de la région ferroviaire de Toulouse. Elle est équipée de deux quais : le quai 1 dispose d'une longueur utile de 220 m pour la voie 1, le quai 2 d'une longueur utile de 150 m pour la voie 2.

## Histoire
La station d'Auterive est mise en service le 19 octobre 1861 par la Compagnie des chemins de fer du Midi et du Canal latéral à la Garonne lorsqu'elle ouvre la section de Toulouse à Pamiers. La station est à 31 km de Toulouse, elle dessert la ville du chef-lieu de canton qui compte 3 297 habitants une avenue et un pont de briques sur l'Ariège permet le lien entre la ville et sa gare.

## Fréquentation
En 2014, selon les estimations de la SNCF, la fréquentation annuelle de la gare était de 405 926 voyageurs.
De 2015 à 2023, selon les estimations de la SNCF, la fréquentation annuelle de la gare s'élève aux nombres indiqués dans le tableau ci-dessous :
| Année                      | 2015    | 2016    | 2017    | 2018    | 2019    | 2020    | 2021    | 2022    | 2023    |
| -------------------------- | ------- | ------- | ------- | ------- | ------- | ------- | ------- | ------- | ------- |
| Voyageurs seuls            | 410 463 | 394 346 | 396 360 | 316 911 | 343 578 | 258 534 | 301 569 | 356 140 | 389 928 |
| Voyageurs et non voyageurs | 513 079 | 492 933 | 495 450 | 396 139 | 429 473 | 323 167 | 376 961 | 445 175 | 487 410 |

## Service des voyageurs

### Accueil
Gare SNCF, elle dispose d'un bâtiment voyageurs, avec guichet, ouvert tous les jours. Elle est équipée d'automates pour l'achat de titres de transport.

### Desserte
La gare est desservie par des trains TER Occitanie qui effectuent des missions entre les gares de Toulouse-Matabiau et de Pamiers, ou de Foix, d'Ax-les-Thermes, de Latour-de-Carol - Enveitg.
Elle est actuellement desservie par environ deux trains par heure en heures de pointe en semaine et un passage en heures creuses. Le temps de trajet est d'environ 30 minutes depuis Toulouse-Matabiau et de 2 heures 30 minutes depuis Latour-de-Carol - Enveitg.
La gare est également desservie par des Intercités de Nuit de la ligne Paris-Austerlitz – Toulouse-Matabiau — Latour-de-Carol - Enveitg.

### Intermodalité
Un parc pour les vélos et un parking pour les véhicules sont aménagés.
La gare est desservie par la ligne 325 du réseau Lio.